# Медетское сельское поселение
Медетское се́льское поселе́ние — муниципальное образование в Черлакском районе Омской области Российской Федерации.
Административный центр — село Медет.  Глава администрации Медетского сельского поселения - Подгорная Ирина Николаевна.

## История
Статус и границы сельского поселения установлены Законом Омской области от 30 июля 2004 года № 548-ОЗ «О границах и статусе муниципальных образований Омской области»

## Население
| 2010 | 2011 | 2012 | 2013 | 2014 | 2015 | 2016 |
| ---- | ---- | ---- | ---- | ---- | ---- | ---- |
| 366  | ↘365 | ↘329 | ↘301 | ↘284 | ↘270 | ↘257 |
| 2017 | 2018 | 2019 | 2020 | 2021 | 2023 |      |
| ↘256 | ↘240 | ↘214 | ↘195 | ↘128 | ↘105 |      |

Гендерный состав
По данным Всероссийской переписи населения 2010 года в гендерной структуре населения из 366 человек мужчин — 170, женщин — 196 (46,4 и 53,6 % соответственно).

### Национальный состав
Согласно результатам переписи 2002 года, общей численности населения в 709 чел. в национальной структуре населения русские составляли большинство в 3 населённых пунктах, вторые по численности — казахи.

## Состав сельского поселения
| № | Населённый пункт       | Тип населённого пункта       | Население |
| - | ---------------------- | ---------------------------- | --------- |
| 1 | Козинка                | деревня                      | 53        |
| 2 | Медет                  | село, административный центр | 242       |
| 3 | Погранично-Григорьевка | деревня                      | 71        |